# Òrrius
Òrrius je španělská obec v autonomním společenství Katalánsko, v provincii Barcelona v comarce Maresme. Žije zde 805 obyvatel.
Sousedí s obcemi La Roca del Vallès, Cabrils, Vilassar de Dalt a Argentona.
Nejstarší pozůstatky lidské činnosti v obci pocházejí z 3. tisíciletí před naším letopočtem. Konkrétně se našlo neolitické nářadí (sekery, hroty šípů). Z tohoto období jsou i dva menhiry.
Poprvé byla obec dokumentována v roce 974 pod názvem Orreos.

## Památky
- Románský kostel sv. Bartoloměje
- Gotický kostel sv. Ondřeje

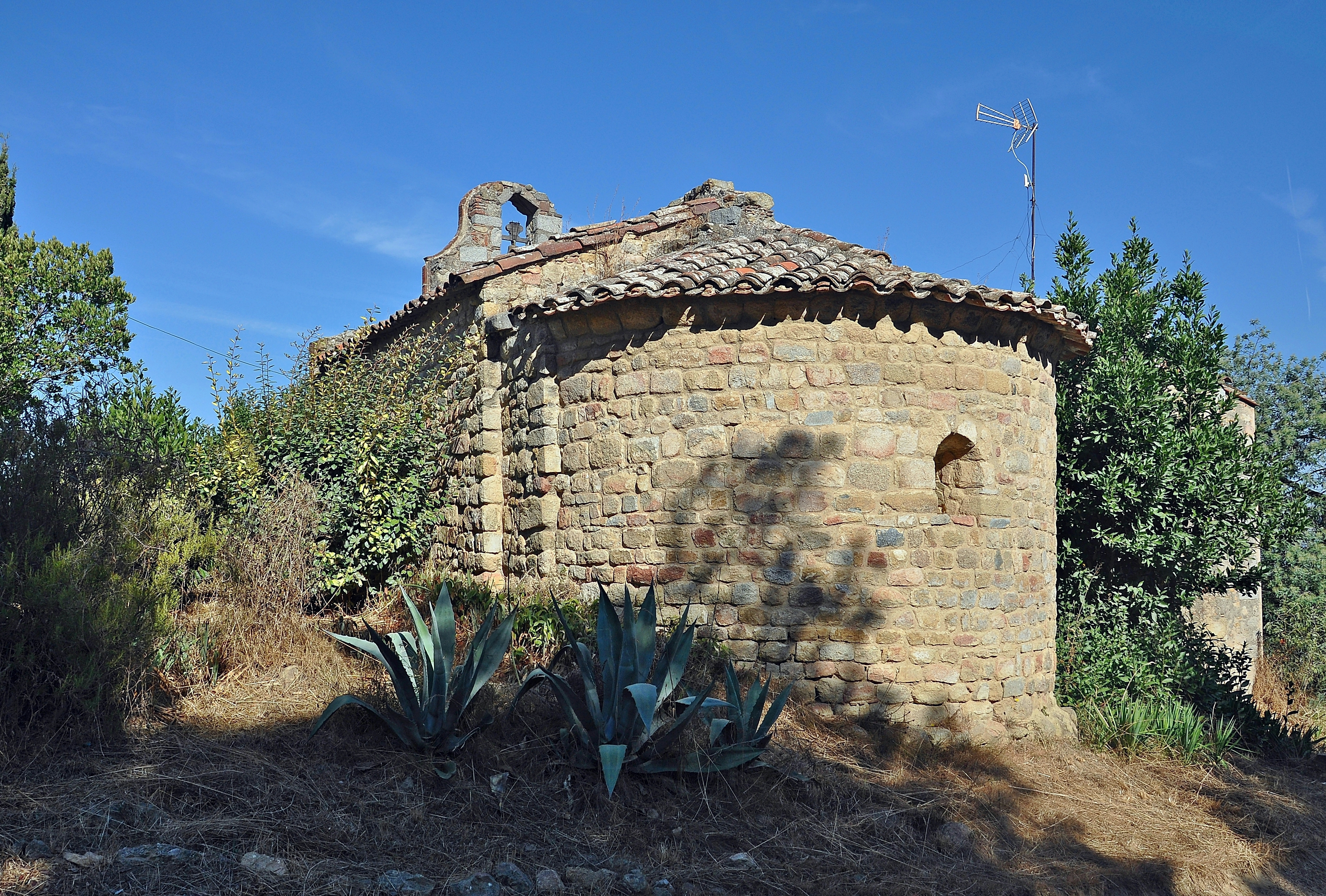
Kostel sv. Bartoloměje
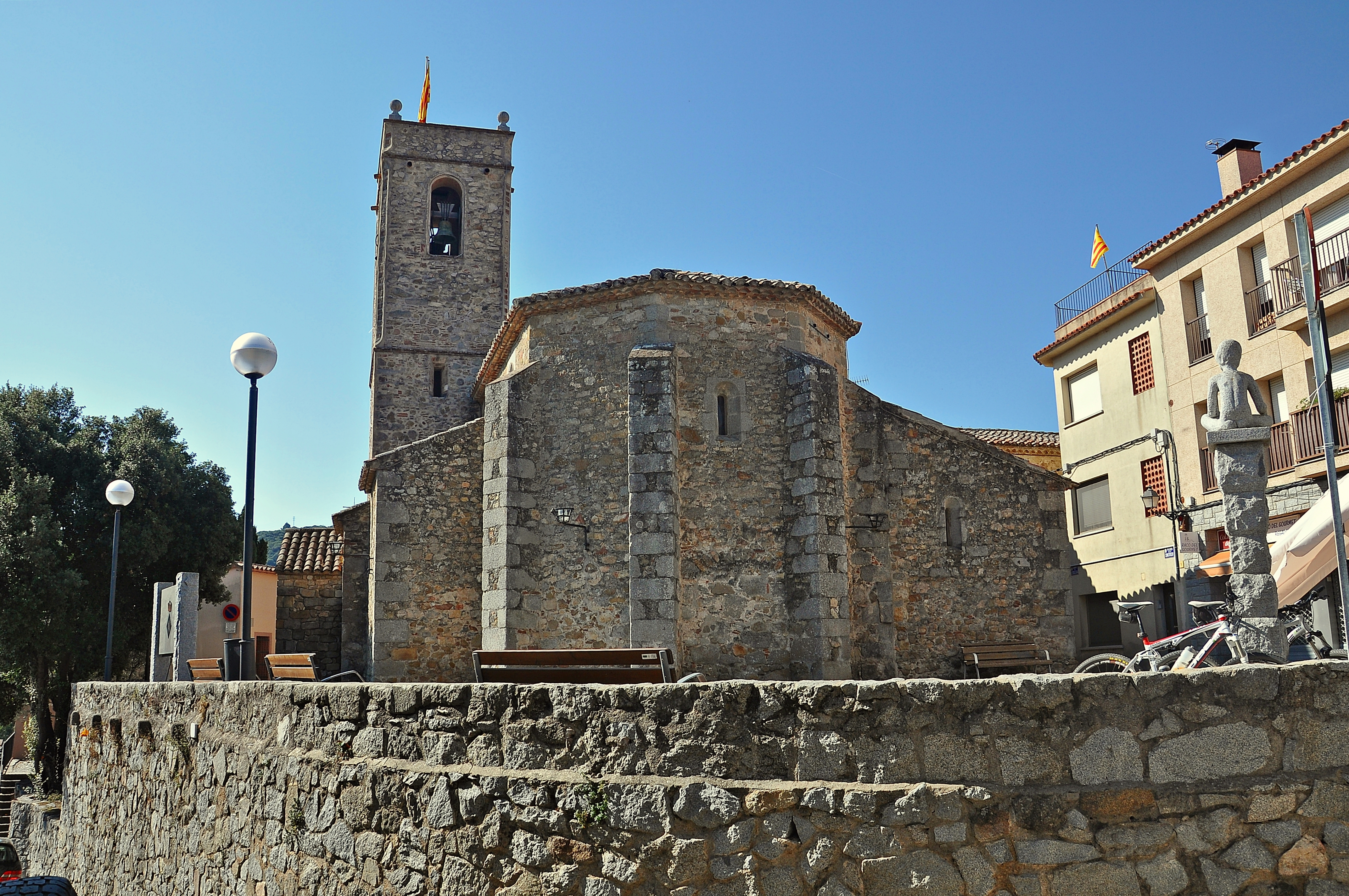
Kostel sv. Ondřeje

## Vývoj počtu obyvatel
| Rok            | 1900 | 1930 | 1950 | 1970 | 1990 | 2000 | 2010 |
| Počet obyvatel | 268  | 248  | 245  | 218  | 366  | 420  | 654  |